# Braselton
Braselton és una població dels Estats Units a l'estat de Geòrgia. Segons el cens del 2000 tenia 1.206 habitants.

## Demografia
Segons el cens del 2000, Braselton tenia 1.206 habitants, 459 habitatges, i 360 famílies. La densitat de població era de 64,7 habitants per km².
Dels 459 habitatges en un 32% hi vivien nens de menys de 18 anys, en un 68,6% hi vivien parelles casades, en un 7% dones solteres, i en un 21,4% no eren unitats familiars. En el 18,3% dels habitatges hi vivien persones soles el 6,5% de les quals corresponia a persones de 65 anys o més que vivien soles. El nombre mitjà de persones vivint en cada habitatge era de 2,63 i el nombre mitjà de persones que vivien en cada família era de 2,96.
Per edats la població es repartia de la següent manera: un 25,7% tenia menys de 18 anys, un 5% entre 18 i 24, un 28% entre 25 i 44, un 31,3% de 45 a 60 i un 10% 65 anys o més.
L'edat mediana era de 40 anys. Per cada 100 dones de 18 o més anys hi havia 90,6 homes.
La renda mediana per habitatge era de 56.563 $ i la renda mediana per família de 64.667 $. Els homes tenien una renda mediana de 46.477 $ mentre que les dones 27.292 $. La renda per capita de la població era de 39.135 $. Entorn del 4,1% de les famílies i el 6,3% de la població estaven per davall del llindar de pobresa.

## Poblacions més properes
El següent diagrama mostra les poblacions més properes.